# Gustavo Costas
Gustavo Adolfo Costas (Buenos Aires, 28 de febrero de 1963) es un exfutbolista y entrenador de fútbol argentino. Actualmente dirige a Racing Club de la Primera División de Argentina.
Como futbolista jugó la mayor parte de su vida en Racing Club, del cual se ha declarado hincha en numerosas oportunidades y es considerado ídolo del mismo. Jugando en Racing obtuvo el ascenso a Primera División en 1985 y la Supercopa Sudamericana 1988.  
Entre sus logros más importantes como entrenador se encuentran la obtención del bicampeonato nacional con Alianza Lima en 2003 y 2004; campeón del Torneo Apertura, Torneo Clausura y campeón anual del Campeonato Paraguayo con Cerro Porteño; dos campeonatos nacionales con Santa Fe en 2014 y 2016, y dos Superligas de Colombia en 2015 y 2017, y la más importante: la Copa Sudamericana 2024 con el equipo de sus amores, Racing Club. Se destaca además la Serie A de Ecuador obtenida con el Barcelona Sporting Club en 2012 después de catorce años sin un título de liga local.
En febrero de 2025 gana con Racing la Recopa Sudamericana al club Botafogo por 4-0 en el global (2-0 de local y 2-0 de visitante), igualando en títulos internacionales a Juan José Pizzuti, quien en la década del 60 sumó la Libertadores y la Intercontinental en 1967. 

## Trayectoria como futbolista

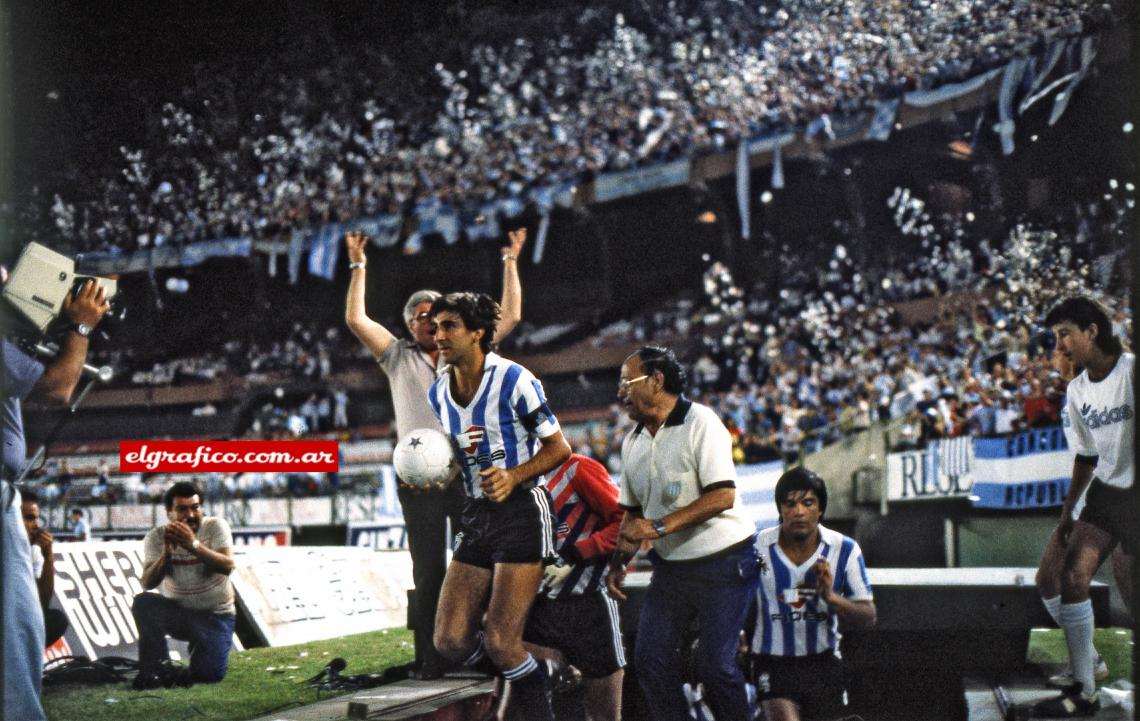
Gustavo Costas, capitán del equipo, en los festejos del regreso de Racing Club a Primera en 1985.

Costas hizo gran parte de su carrera deportiva en Racing Club, donde consiguió el regreso a Primera División en el año 1985 y la Supercopa Sudamericana del año 1988. En 1989 fue fichado por el F. C. Locarno de Suiza, donde tras más de 100 partidos, volvió a Racing en 1992.

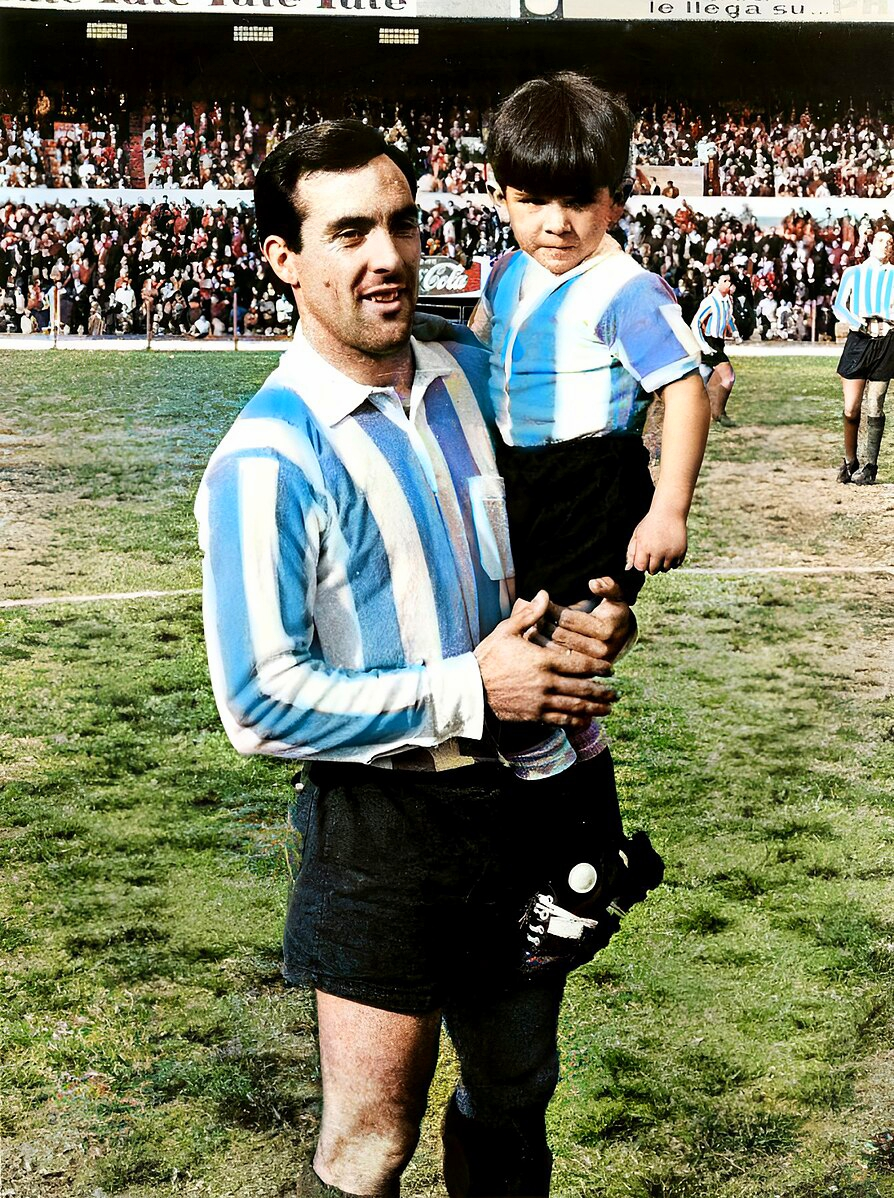
Juan Carlos Rulli sosteniendo a un muy niño Gustavo Costas, quién fuera la mascota de Racing Club (1966).

En 1996 fue transferido a Gimnasia y Esgrima de Jujuy, donde terminó su carrera como futbolista a fines de 1997.

## Trayectoria como entrenador

### Racing Club (1.ª etapa)
En 1999 inició su carrera como entrenador en Racing Club junto a Humberto Maschio. Su estadía en Avellaneda duraría hasta mayo del 2000 cuando presentó su renuncia al cargo luego de una mala campaña.

### Guaraní
En 2001 desembarca en Paraguay para dirigir al Club Guaraní, hasta el año 2003.

### Alianza Lima (1.ª etapa)
En el año 2003, fue contratado por el club Alianza Lima de Perú como entrenador. En este equipo hizo una buena campaña en ese año, pero por problemas con el Sindicato de Futbolistas del Perú, su equipo no pudo terminarla y quedó con el sinsabor de no celebrar su campeonato en la cancha. A principios del año 2004, la Federación Peruana de Fútbol decidió que la final del Campeonato Descentralizado debía decidirse entre Sporting Cristal y Alianza Lima. Es así como el 31 de enero de 2004 Alianza Lima se coronó al derrotar por 2-1 a Sporting Cristal.
Luego, este equipo volvió a triunfar en el Apertura 2004, al ganar en la penúltima fecha del torneo a su clásico rival Universitario de Deportes por 1-0, con anotación de Waldir Sáenz. Para el Torneo Clausura se contrató al delantero peruano Flavio Maestri, quien hizo una buena campaña; sin embargo, el Sporting Cristal, dirigido por el argentino Edgardo Bauza ganó en el Torneo Clausura. Esto originó otra definición entre estos equipos. La definición quedó empatada en cero. Finalmente, en definición por penales, Alianza Lima derrotó a Sporting Cristal por 5-4.

### Cerro Porteño
Luego de este bicampeonato, Costas viajó a Paraguay buscando su consagración como entrenador para entrenar al Cerro Porteño, equipo en el que consiguió el Torneo Apertura 2005 y los Torneos Clausura en los años 2005 y 2006, además del Campeonato Anual del 2005. Fue campeón nacional paraguayo en el año 2005 y perdió la final del año 2006 frente al Libertad dirigido por Gerardo Martino., luego fue despedido, por no conseguir un título internacional, debido a que el equipo paraguayo ansiaba una Copa Libertadores o la Sudamericana.

### Racing Club (2.ª etapa)
Para el 2007, fue el entrenador de Racing Club a partir del 25 de abril de 2007, en reemplazo de Reinaldo Merlo.

### Olimpia
También estuvo al frente del Club Olimpia de Paraguay entre diciembre de 2007 y agosto de 2008 sin éxito alguno, aunque afirmó que es el equipo más glorioso del Paraguay y del continente.

### Alianza Lima (2.ª etapa)
Fue contratado para dirigir nuevamente a Alianza Lima en la temporada 2009, con el que fue subcampeón; perdió la final del torneo peruano con el Universitario de Deportes.Al final de la siguiente temporada temporada, Costas cumplió 177 partidos dirigidos en Primera División con Alianza, y se convirtió de esta manera en el entrenador con más partidos dirigidos en la historia del equipo blanquiazul y además, llegó hasta los octavos de final de la Copa Libertadores. Dejó el club a mediados del año 2011.

### Al-Nassr F. C.
El 18 de julio de 2011, fue confirmado como el nuevo DT del Al-Nassr F. C. de Arabia Saudita. El 30 de noviembre de ese mismo año Costas fue despedido de Al-Nassr F. C. por su discreta campaña al frente del equipo árabe que duró solo cuatro meses.

### Barcelona S. C.
El 11 de abril de 2012, fue confirmada su contratación por la dirigencia del Barcelona Sporting Club de Ecuador, en reemplazo de Luis Zubeldía. Luego de casi tres meses al mando del equipo "ídolo", logró ser el puntero en la primera etapa del Campeonato Ecuatoriano 2012 luego de cumplir todo el calendario, además de recuperar también regularidad en un equipo de fútbol con buenos resultados. Se adjudicó así su paso a la final del campeonato, la participación en Copa Sudamericana 2012, Copa Libertadores 2013 y Copa Sudamericana 2013. En la segunda etapa del campeonato ecuatoriano de fútbol 2012, Barcelona volvió a ganar en puntos y se coronó campeón sin jugar final. Ganó de forma directa, tras salir vencedor de las dos etapas, teniendo una campaña perfecta, y siendo uno de precursores en el título del cuadro "canario". El Campeonato 2012 fue el 4° título en la carrera como entrenador de Costas. Tras ser eliminado tempranamente (fase de grupos) en la Copa Libertadores 2013, y posteriormente en la primera fase de la Copa Sudamericana 2013, además de la pobre campaña que el club venía haciendo en el torneo local, a pesar de que venía de ser campeón, Costas decidió dar un paso al costado y dejar el club ecuatoriano el 10 de agosto de 2013.

### Santa Fe
El 16 de mayo de 2014, el presidente del club colombiano Independiente Santa Fe confirmó, a través de un comunicado, la vinculación del entrenador argentino al equipo cardenal. Siete meses después, Costas sacó a este club campeón de la liga colombiana, sumando de esta manera el quinto título en su carrera como entrenador. El 21 de diciembre de 2014, convirtió a Independiente Santa Fe en ganador de la Liga Postobon y reafirmó su racha ganadora en Sudamérica. Días después, empezando enero de 2015, Costas consiguió la Superliga de Colombia 2015, y sumó así su segundo título con el equipo cardenal. Así igualó la marca del entrenador portugués José Mourinho, salir campeón en cuatro países diferentes: en 2003 con Alianza Lima (Perú), en 2005 con Cerro Porteño (Paraguay), en 2012 con Barcelona Sporting Club (Ecuador) y en 2014 con Independiente Santa Fe (Colombia). Mourinho, por su parte, fue campeón dirigiendo al Porto (Portugal), Chelsea (Inglaterra), Inter de Milán (Italia) y Real Madrid (España).
En julio de 2016 fue anunciado de nuevo como entrenador del cuadro bogotano, con gran aceptación de la afición. Con apenas tres semanas al frente del equipo, logró el primer título intercontinental de un cuadro colombiano, y también en su propio palmarés como técnico, ganando la Copa Suruga Bank 2016 frente al Kashima Antlers japonés el 10 de agosto por marcador de 0-1, en el estadio de la ciudad Kashima. El 18 de diciembre de 2016, logró su cuarto título con el cuadro de Bogotá, al consagrarse campeón del Torneo Finalización del 2016 en un final disputada contra el Deportes Tolima. 
En junio de 2019, fichó por el Club Guaraní regresando al club paraguayo después de 16 años. El 20 de diciembre de 2021, firma para ser el nuevo entrenador de Palestino en Chile.
El 13 de agosto de 2022, fue confirmado como el nuevo técnico de la selección de Bolivia. En octubre de 2023, fue despedido de su cargo luego un flojo comienzo en las Eliminatorias.

### Racing Club (3.ª etapa)
El 18 de diciembre de 2023, Gustavo Costas asumió como director técnico de Racing Club, equipo de la Primera División de Argentina, por un año. Su llegada marcó un regreso a la institución en la que se formó como jugador y entrenador. En ese momento, el equipo atravesaba un período de rendimiento irregular, con cuestionamientos hacia algunos de sus referentes, como Leonardo Sigali y Gabriel Arias. En su presentación oficial, Costas expresó su compromiso con el club y destacó que su decisión de asumir el cargo no estuvo motivada por lo económico. Además, enfatizó la necesidad de ir más allá de la competencia y enfocarse en la conquista de títulos, en una declaración interpretada como una diferencia con la filosofía de juego de su predecesor, Fernando Gago.
De inmediato, solicitó la incorporación de refuerzos al presidente Víctor Blanco, sumando un total de once futbolistas, lo que convirtió a Racing en el equipo con más incorporaciones en Argentina durante ese mercado de pases. Entre ellos se encontraban el delantero Adrián Maravilla Martínez, procedente de Instituto, a quien Costas había enfrentado durante su etapa en Guaraní de Paraguay; Maximiliano Salas, con pasado en Palestino de Chile; y el defensor central Agustín García Basso. También se sumaron Santiago Sosa, ex River Plate, quien regresó al país tras su paso por la MLS, y Bruno Zuculini, otro futbolista con pasado en la institución. Además, se incorporaron Santiago Solari, proveniente de Defensa y Justicia; Marco Di Cesare, de Argentinos Juniors, a cambio de los cuestionados Nicolás Oroz y Maximiliano Romero; el arquero Facundo Cambeses y el defensor Germán Conti.
Desde sus primeras declaraciones, Costas manifestó su intención de conquistar un título internacional, un objetivo que Racing no lograba desde su etapa como futbolista en el club. Debutó en la Copa de la Liga Profesional el 27 de enero de 2024 ante Unión, en un encuentro dispu tado en el Cilindro con una multitud que recibió a Gustavo Costas en su regreso al club. Sin embargo, el equipo cayó inesperadamente por 1-0, lo que generó algunas dudas en el inicio del ciclo.
En las fechas siguientes, Costas implementó una reestructuración del equipo, relegando al banco de suplentes a varios de los titulares de la temporada 2023 y otorgando mayor protagonismo a los refuerzos. Con esta decisión, Racing mejoró su rendimiento, logrando victorias contundentes y consiguiendo un triunfo en el clásico de Avellaneda.
No obstante, las críticas reaparecieron tras la eliminación en la fase de grupos de la Copa de la Liga Profesional y la temprana eliminación en los dieciseisavos de final de la Copa Argentina ante Talleres Remedios, un equipo de la Primera Nacional. Además, hubo cuestionamientos por la prioridad otorgada a la Copa Sudamericana en detrimento del campeonato local.
En cuanto a lo táctico, Costas inició su ciclo utilizando un esquema 4-3-3 con Gabriel Arias en el arco; Gastón Martirena, Agustín García Basso, Marco Di Cesare y Gabriel Rojas en la defensa; Juan Nardoni, Agustín Almendra y Santiago Sosa en el mediocampo; y Santiago Solari, Adrián Martínez y Maximiliano Salas en el ataque. Con el correr de los partidos, modificó su planteo a un 3-4-3, adelantando a Rojas y Martirena (o en ocasiones Facundo Mura) como carrileros y ubicando a Sosa en el rol de líbero. Posteriormente, adoptó un esquema 3-4-1-2, incorporando la figura del enganche, posición que fue ocupada generalmente por Juan Fernando Quintero.
El 23 de noviembre de 2024 se consagraría campeón de la Copa Sudamericana, tras derrotar en la final al Cruzeiro de Brasil por 3-1, superando así la marca del entrenador portugués José Mourinho, al salir campeón en cinco países diferentes.En febrero de 2025 gana con Racing la Recopa Sudamericana al club Botafogo por 4-0 en el global (2-0 de local y 2-0 de visitante), igualando en títulos internacionales a Juan José Pizzutti.

## Clubes

### Como futbolista
| Club              | País      | Año       |
| ----------------- | --------- | --------- |
| Racing Club       | Argentina | 1981-1989 |
| F. C. Locarno     | Suiza     | 1989-1992 |
| Racing Club       | Argentina | 1992-1996 |
| Gimnasia de Jujuy | Argentina | 1996-1997 |

### Como entrenador
| Equipo                 | País           | Período   |
| ---------------------- | -------------- | --------- |
| Racing Club            | Argentina      | 1999-2000 |
| Guaraní                | Paraguay       | 2001-2003 |
| Alianza Lima           | Perú           | 2003-2004 |
| Cerro Porteño          | Paraguay       | 2005-2007 |
| Racing Club            | Argentina      | 2007      |
| Olimpia                | Paraguay       | 2008      |
| Alianza Lima           | Perú           | 2009-2011 |
| Al-Nassr F. C.         | Arabia Saudita | 2011      |
| Barcelona S. C.        | Ecuador        | 2012-2013 |
| Independiente Santa Fe | Colombia       | 2014-2015 |
| Atlas F. C.            | México         | 2016      |
| Independiente Santa Fe | Colombia       | 2016-2017 |
| Al-Fayha F. C.         | Arabia Saudita | 2017-2018 |
| Guaraní                | Paraguay       | 2019-2021 |
| Palestino              | Chile          | 2022      |
| Selección de Bolivia   | Bolivia        | 2022-2023 |
| Racing Club            | Argentina      | 2024-Act. |

## Estadísticas como entrenador

### Clubes
| Equipo                            | Div.         | Temporada    | Liga | Liga | Liga | Liga | Liga |    | Copa | Copa | Copa | Copa |    | Internacional | Internacional | Internacional | Internacional | Internacional |   | Otros | Otros | Otros | Otros |     | Totales     | Totales | Totales | Totales | Totales | Totales | Totales | Totales |
| Equipo                            | Div.         | Temporada    | PD   | G    | E    | P    | Pos. | PD | G    | E    | P    | PD   | G  | E             | P             | Pos.          | PD            | G             | E | P     | PD    | G     | E     | P   | Rendimiento | GF      | GC      | Dif.    |         |         |         |         |
| --------------------------------- | ------------ | ------------ | ---- | ---- | ---- | ---- | ---- | -- | ---- | ---- | ---- | ---- | -- | ------------- | ------------- | ------------- | ------------- | ------------- | - | ----- | ----- | ----- | ----- | --- | ----------- | ------- | ------- | ------- | ------- | ------- | ------- | ------- |
| Racing Club Argentina             | 1.ª          | 1999-C       | 19   | 6    | 4    | 9    | 14.º | -  | -    | -    | -    | -    | -  | -             | -             | -             | -             | -             | - | -     | 19    | 6     | 4     | 9   | 38.6%       | 20      | 32      | -12     |         |         |         |         |
| Racing Club Argentina             | 1.ª          | 1999-A       | 19   | 7    | 9    | 3    | 6.º  | -  | -    | -    | -    | -    | -  | -             | -             | -             | -             | -             | - | -     | 19    | 7     | 9     | 3   | 52.63%      | 27      | 22      | +5      |         |         |         |         |
| Racing Club Argentina             | 1.ª          | 2000-C       | 12   | 1    | 5    | 6    | Inc. | -  | -    | -    | -    | -    | -  | -             | -             | -             | -             | -             | - | -     | 12    | 1     | 5     | 6   | 22.22%      | 11      | 19      | -8      |         |         |         |         |
| Guaraní Paraguay                  | 1.ª          | 2001         | 21   | 8    | 4    | 9    | 4.º  | -  | -    | -    | -    | -    | -  | -             | -             | -             | -             | -             | - | -     | 21    | 8     | 4     | 9   | 44.45%      | 24      | 24      | +0      |         |         |         |         |
| Guaraní Paraguay                  | 1.ª          | 2002         | 34   | 14   | 6    | 14   | 7.º  | -  | -    | -    | -    | -    | -  | -             | -             | -             | -             | -             | - | -     | 34    | 14    | 6     | 14  | 47.06%      | 54      | 55      | -1      |         |         |         |         |
| Guaraní Paraguay                  | 1.ª          | 2003         | 7    | 3    | 2    | 2    | Inc. | -  | -    | -    | -    | -    | -  | -             | -             | -             | -             | -             | - | -     | 7     | 3     | 2     | 2   | 52.38%      | 15      | 15      | +0      |         |         |         |         |
| Alianza Lima · Perú               | 1.ª          | 2003         | 33   | 22   | 7    | 4    | 1.º  | -  | -    | -    | -    | 2    | 0  | 0             | 2             | 1.ªF          | -             | -             | - | -     | 35    | 22    | 7     | 6   | 69.53%      | 64      | 28      | +36     |         |         |         |         |
| Alianza Lima · Perú               | 1.ª          | 2004         | 53   | 29   | 13   | 11   | 1.º  | -  | -    | -    | -    | 6    | 3  | 0             | 3             | FG            | -             | -             | - | -     | 59    | 32    | 13    | 14  | 61.58%      | 85      | 47      | +38     |         |         |         |         |
| Cerro Porteño Paraguay            | 1.ª          | 2005         | 36   | 21   | 9    | 6    | 1.º  | -  | -    | -    | -    | 14   | 6  | 5             | 3             | 1/8           | -             | -             | - | -     | 50    | 27    | 14    | 9   | 63.33%      | 86      | 53      | +33     |         |         |         |         |
| Cerro Porteño Paraguay            | 1.ª          | 2006         | 44   | 29   | 9    | 6    | 2.º  | -  | -    | -    | -    | 8    | 2  | 2             | 4             | FP            | -             | -             | - | -     | 52    | 31    | 11    | 10  | 66.67%      | 86      | 53      | +33     |         |         |         |         |
| Cerro Porteño Paraguay            | 1.ª          | 2007         | 9    | 7    | 0    | 2    | Inc. | -  | -    | -    | -    | 6    | 2  | 1             | 3             | Inc.          | -             | -             | - | -     | 15    | 9     | 1     | 5   | 62.22%      | 28      | 12      | +16     |         |         |         |         |
| Cerro Porteño Paraguay            | Total        | Total        | 89   | 57   | 18   | 14   | -    | -  | -    | -    | -    | 28   | 10 | 8             | 10            | -             | -             | -             | - | -     | 117   | 67    | 26    | 24  | 64.67%      | 200     | 118     | +82     |         |         |         |         |
| Racing Club Argentina             | 1.ª          | 2007-C       | 6    | 3    | 1    | 2    | 13.º | -  | -    | -    | -    | -    | -  | -             | -             | -             | -             | -             | - | -     | 6     | 3     | 1     | 2   | 55.56%      | 9       | 8       | +1      |         |         |         |         |
| Racing Club Argentina             | 1.ª          | 2007-A       | 18   | 6    | 4    | 8    | Inc. | -  | -    | -    | -    | -    | -  | -             | -             | -             | -             | -             | - | -     | 18    | 6     | 4     | 8   | 40.74%      | 22      | 24      | -2      |         |         |         |         |
| Olimpia Paraguay                  | 1.ª          | 2008-A       | 22   | 7    | 5    | 10   | 8.º  | -  | -    | -    | -    | -    | -  | -             | -             | -             | -             | -             | - | -     | 22    | 7     | 5     | 10  | 39.4%       | 23      | 32      | -9      |         |         |         |         |
| Olimpia Paraguay                  | 1.ª          | 2008-C       | 4    | 1    | 1    | 2    | Inc. | -  | -    | -    | -    | 3    | 1  | 0             | 2             | Inc.          | -             | -             | - | -     | 7     | 2     | 1     | 4   | 33.33%      | 11      | 13      | -2      |         |         |         |         |
| Olimpia Paraguay                  | Total        | Total        | 26   | 8    | 6    | 12   | -    | -  | -    | -    | -    | 3    | 1  | 0             | 2             | -             | -             | -             | - | -     | 29    | 9     | 6     | 14  | 37.93%      | 34      | 45      | -11     |         |         |         |         |
| Alianza Lima · Perú               | 1.ª          | 2009         | 46   | 22   | 10   | 14   | 2.º  | -  | -    | -    | -    | -    | -  | -             | -             | -             | -             | -             | - | -     | 46    | 22    | 10    | 14  | 55.08%      | 59      | 48      | +11     |         |         |         |         |
| Alianza Lima · Perú               | 1.ª          | 2010         | 44   | 22   | 12   | 10   | 3.º  | -  | -    | -    | -    | 8    | 4  | 1             | 3             | 1/8           | -             | -             | - | -     | 52    | 26    | 13    | 13  | 58.33%      | 84      | 58      | +26     |         |         |         |         |
| Alianza Lima · Perú               | 1.ª          | 2011         | 17   | 10   | 5    | 2    | Inc. | 1  | 0    | 1    | 0    | 2    | 0  | 0             | 2             | Inc.          | -             | -             | - | -     | 20    | 10    | 6     | 4   | 60%         | 26      | 15      | +11     |         |         |         |         |
| Alianza Lima · Perú               | Total        | Total        | 193  | 105  | 47   | 41   | -    | 1  | 0    | 1    | 0    | 18   | 7  | 1             | 10            | -             | -             | -             | - | -     | 212   | 112   | 49    | 51  | 60.53%      | 318     | 196     | +122    |         |         |         |         |
| Al-Nassr Arabia Saudita           | 1.ª          | 2011-12      | 10   | 4    | 2    | 4    | Inc. | -  | -    | -    | -    | -    | -  | -             | -             | -             | -             | -             | - | -     | 10    | 4     | 2     | 4   | 46.67%      | 14      | 16      | -2      |         |         |         |         |
| Al-Nassr Arabia Saudita           | Total        | Total        | 10   | 4    | 2    | 4    | -    | -  | -    | -    | -    | -    | -  | -             | -             | -             | -             | -             | - | -     | 10    | 4     | 2     | 4   | 46.67%      | 14      | 16      | -2      |         |         |         |         |
| Barcelona · Ecuador               | 1.ª          | 2012         | 34   | 19   | 10   | 5    | 1.º  | -  | -    | -    | -    | 6    | 2  | 2             | 2             | 1/8           | -             | -             | - | -     | 40    | 21    | 12    | 7   | 62.5%       | 72      | 33      | +39     |         |         |         |         |
| Barcelona · Ecuador               | 1.ª          | 2013         | 28   | 11   | 8    | 9    | Inc. | -  | -    | -    | -    | 8    | 1  | 4             | 3             | 1.ªF          | -             | -             | - | -     | 36    | 12    | 12    | 12  | 44.44%      | 46      | 40      | +6      |         |         |         |         |
| Barcelona · Ecuador               | Total        | Total        | 62   | 30   | 18   | 14   | -    | -  | -    | -    | -    | 14   | 3  | 6             | 5             | -             | -             | -             | - | -     | 76    | 33    | 24    | 19  | 53.95%      | 118     | 73      | +45     |         |         |         |         |
| Independiente Santa Fe · Colombia | 1.ª          | 2014-F       | 25   | 12   | 7    | 6    | 1.º  | 18 | 14   | 2    | 2    | -    | -  | -             | -             | -             | -             | -             | - | -     | 43    | 26    | 9     | 8   | 67.45%      | 66      | 36      | +30     |         |         |         |         |
| Independiente Santa Fe · Colombia | 1.ª          | 2015-A       | 20   | 8    | 7    | 5    | 9.º  | -  | -    | -    | -    | 10   | 6  | 0             | 4             | 1/4           | 2             | 1             | 0 | 1     | 32    | 15    | 7     | 10  | 54.17%      | 46      | 30      | +16     |         |         |         |         |
| Atlas · México                    | 1.ª          | 2016-C       | 15   | 2    | 4    | 9    | Inc. | 6  | 2    | 1    | 3    | -    | -  | -             | -             | -             | -             | -             | - | -     | 21    | 4     | 5     | 12  | 26.99%      | 23      | 36      | -13     |         |         |         |         |
| Atlas · México                    | Total        | Total        | 15   | 2    | 4    | 9    | -    | 6  | 2    | 1    | 3    | -    | -  | -             | -             | -             | -             | -             | - | -     | 21    | 4     | 5     | 12  | 26.99%      | 23      | 36      | -13     |         |         |         |         |
| Independiente Santa Fe · Colombia | 1.ª          | 2016-F       | 21   | 10   | 8    | 3    | 1.º  | 6  | 3    | 1    | 2    | 2    | 1  | 0             | 1             | 1/8           | 3             | 1             | 1 | 1     | 32    | 15    | 10    | 7   | 57.3%       | 48      | 39      | +9      |         |         |         |         |
| Independiente Santa Fe · Colombia | 1.ª          | 2017-A       | 20   | 7    | 7    | 6    | 9.º  | -  | -    | -    | -    | 6    | 2  | 2             | 2             | Inc.          | 2             | 1             | 1 | 0     | 28    | 10    | 10    | 8   | 47.61%      | 25      | 26      | -1      |         |         |         |         |
| Independiente Santa Fe · Colombia | Total        | Total        | 86   | 37   | 29   | 20   | -    | 24 | 17   | 3    | 4    | 18   | 9  | 2             | 7             | -             | 7             | 3             | 2 | 2     | 135   | 66    | 36    | 33  | 57.78%      | 185     | 131     | +54     |         |         |         |         |
| Al-Fayha Arabia Saudita           | 1.ª          | 2017-18      | 17   | 7    | 6    | 4    | 8.º  | -  | -    | -    | -    | -    | -  | -             | -             | -             | -             | -             | - | -     | 17    | 7     | 6     | 4   | 52.94%      | 25      | 24      | +1      |         |         |         |         |
| Al-Fayha Arabia Saudita           | 1.ª          | 2018-19      | 5    | 1    | 0    | 4    | Inc. | 3  | 2    | 1    | 0    | -    | -  | -             | -             | -             | -             | -             | - | -     | 8     | 3     | 1     | 4   | 41.67%      | 12      | 17      | -5      |         |         |         |         |
| Al-Fayha Arabia Saudita           | Total        | Total        | 22   | 8    | 6    | 8    | -    | 3  | 2    | 1    | 0    | -    | -  | -             | -             | -             | -             | -             | - | -     | 25    | 10    | 7     | 8   | 49.33%      | 37      | 41      | -4      |         |         |         |         |
| Guaraní Paraguay                  | 1.ª          | 2019-C       | 22   | 9    | 5    | 8    | 4.º  | 6  | 5    | 0    | 1    | -    | -  | -             | -             | -             | -             | -             | - | -     | 28    | 14    | 5     | 9   | 55.95%      | 47      | 34      | +13     |         |         |         |         |
| Guaraní Paraguay                  | 1.ª          | 2020-A       | 22   | 11   | 8    | 3    | 4.º  | -  | -    | -    | -    | 14   | 9  | 1             | 4             | 1/8           | -             | -             | - | -     | 36    | 20    | 9     | 7   | 63.89%      | 53      | 30      | +23     |         |         |         |         |
| Guaraní Paraguay                  | 1.ª          | 2020-C       | 14   | 7    | 4    | 3    | 2.º  | -  | -    | -    | -    | -    | -  | -             | -             | -             | -             | -             | - | -     | 14    | 7     | 4     | 3   | 59.52%      | 17      | 10      | +7      |         |         |         |         |
| Guaraní Paraguay                  | 1.ª          | 2021-A       | 18   | 7    | 4    | 7    | 6.º  | -  | -    | -    | -    | 4    | 1  | 1             | 2             | 2.ªF          | -             | -             | - | -     | 22    | 8     | 5     | 9   | 43.94%      | 29      | 34      | -5      |         |         |         |         |
| Guaraní Paraguay                  | Total        | Total        | 138  | 59   | 33   | 46   | -    | 6  | 5    | 0    | 1    | 18   | 10 | 2             | 6             | -             | -             | -             | - | -     | 162   | 74    | 35    | 53  | 52.88%      | 239     | 202     | +37     |         |         |         |         |
| Palestino · Chile                 | 1.ª          | 2022         | 30   | 12   | 10   | 8    | 4.º  | 2  | 1    | 0    | 1    | -    | -  | -             | -             | -             | -             | -             | - | -     | 32    | 13    | 10    | 9   | 51.05%      | 46      | 36      | +10     |         |         |         |         |
| Palestino · Chile                 | Total        | Total        | 30   | 12   | 10   | 8    | -    | 2  | 1    | 0    | 1    | -    | -  | -             | -             | -             | -             | -             | - | -     | 32    | 13    | 10    | 9   | 51.05%      | 46      | 36      | +10     |         |         |         |         |
| Racing Club Argentina             | 1.ª          | 2024         | 27   | 14   | 4    | 9    | 3.º  | 16 | 8    | 3    | 5    | 13   | 10 | 1             | 2             | 1.º           | -             | -             | - | -     | 56    | 32    | 8     | 16  | 61.9%       | 103     | 53      | +50     |         |         |         |         |
| Racing Club Argentina             | 1.ª          | 2025-A       | 17   | 9    | 1    | 7    | 1/8  | 1  | 1    | 0    | 0    | 6    | 4  | 1             | 1             | *             | 2             | 2             | 0 | 0     | 26    | 16    | 2     | 8   | 64.1%       | 46      | 20      | +26     |         |         |         |         |
| Racing Club Argentina             | 1.ª          | 2025-C       | 5    | 1    | 1    | 3    | -    | 2  | 2    | 0    | 0    | 2    | 1  | 0             | 1             | -             | -             | -             | - | -     | 9     | 4     | 1     | 4   | 48.14%      | 12      | 8       | +4      |         |         |         |         |
| Racing Club Argentina             | Total        | Total        | 123  | 47   | 29   | 47   | -    | 19 | 11   | 3    | 5    | 21   | 15 | 2             | 4             | -             | 2             | 2             | 0 | 0     | 165   | 75    | 34    | 56  | 52.32%      | 250     | 186     | +64     |         |         |         |         |
| Total clubes                      | Total clubes | Total clubes | 794  | 369  | 202  | 223  | -    | 61 | 38   | 9    | 14   | 120  | 55 | 21            | 44            | -             | 9             | 5             | 2 | 2     | 984   | 468   | 234   | 282 | 55.49%      | 1464    | 1080    | +384    |         |         |         |         |
| 1. 2. 3. 4.                       |              |              |      |      |      |      |      |    |      |      |      |      |    |               |               |               |               |               |   |       |       |       |       |     |             |         |         |         |         |         |         |         |

### Selección
| Bolivia             | 2022                | -   | -   | -   | -   | - | -  | -  | - | -  | -   | -  | -  | -  | - | 1  | 0 | 0 | 1 | 1   | 0   | 0   | 1   | 0%     | 0    | 1    | -1   |
| Bolivia             | 2023                | -   | -   | -   | -   | - | 4  | 0  | 0 | 4  | -   | -  | -  | -  | - | 5  | 1 | 1 | 3 | 9   | 1   | 1   | 7   | 14.81% | 5    | 16   | -11  |
| Total Selección     | Total Selección     | -   | -   | -   | -   | - | 4  | 0  | 0 | 4  | -   | -  | -  | -  | - | 6  | 1 | 1 | 4 | 10  | 1   | 1   | 8   | 13.33% | 5    | 17   | -12  |
| Total en su carrera | Total en su carrera | 794 | 369 | 202 | 223 | - | 65 | 38 | 9 | 18 | 120 | 55 | 21 | 44 | - | 15 | 6 | 3 | 6 | 994 | 469 | 235 | 290 | 55.06% | 1469 | 1097 | +372 |

### Resumen estadístico
| Competición                   | Partidos | Ganados | Empatados | Perdidos | %      | Resultado              |
| Clubes                        | Clubes   | Clubes  | Clubes    | Clubes   | Clubes | Clubes                 |
| ----------------------------- | -------- | ------- | --------- | -------- | ------ | ---------------------- |
| Primera División de Argentina | 123      | 47      | 29        | 47       | 46.07% | 3.er lugar             |
| Copa Argentina                | 5        | 4       | 0         | 1        | 80%    | Segunda ronda          |
| Copa de la Liga Profesional   | 14       | 7       | 3         | 4        | 57.14% | Fase de grupos         |
| Primera División de Paraguay  | 253      | 124     | 57        | 72       | 56.52% | Subcampeón             |
| Copa Paraguay                 | 6        | 5       | 0         | 1        | 83.33% | Subcampeón             |
| Primera División del Perú     | 193      | 105     | 47        | 41       | 62.52% | Campeón                |
| Copa del Inca                 | 1        | 0       | 1         | 0        | 33.33% | Dieciseisavos de final |
| Liga Profesional Saudí        | 32       | 12      | 8         | 12       | 45.83% | 8.º lugar              |
| Copa del Rey de Campeones     | 3        | 2       | 1         | 0        | 77.78% | Cuartos de final       |
| Serie A de Ecuador            | 62       | 30      | 18        | 14       | 58.07% | Campeón                |
| Categoría Primera A           | 86       | 37      | 29        | 20       | 54.26% | Campeón                |
| Copa Colombia                 | 24       | 17      | 3         | 4        | 75%    | Subcampeón             |
| Superliga de Colombia         | 4        | 2       | 1         | 1        | 58.33% | Campeón                |
| Liga MX                       | 15       | 2       | 4         | 9        | 22.22% | 18.º lugar             |
| Copa MX                       | 6        | 2       | 1         | 3        | 38.89% | Fase de grupos         |
| Primera División de Chile     | 30       | 12      | 10        | 8        | 51.11% | 4.º lugar              |
| Copa Chile                    | 2        | 1       | 0         | 1        | 50%    | Tercera ronda          |
| Copa Libertadores             | 84       | 39      | 15        | 30       | 52.38% | Cuartos de final       |
| Copa Sudamericana             | 36       | 16      | 6         | 14       | 50%    | Campeón                |
| Recopa Sudamericana           | 4        | 2       | 1         | 1        | 58.33% | Campeón                |
| Suruga Bank                   | 1        | 1       | 0         | 0        | 100%   | Campeón                |
| Total clubes                  | 984      | 468     | 234       | 282      | 55.49% | 11 Títulos             |
| Selección                     |          |         |           |          |        |                        |
| Amistosos                     | 6        | 1       | 1         | 4        | 22.23% | +1 PG                  |
| Clasificatorias Mundial       | 4        | 0       | 0         | 4        | 0%     | 10.º lugar             |
| Total selección               | 10       | 1       | 1         | 8        | 13.33% | Sin Títulos            |
| Total en su carrera           | 994      | 469     | 235       | 290      | 55.06% | 11 Títulos             |

## Palmarés

### Como futbolista

#### Campeonatos internacionales
| Título                 | Equipo      | Sede           | Año  |
| ---------------------- | ----------- | -------------- | ---- |
| Supercopa Sudamericana | Racing Club | Belo Horizonte | 1988 |

### Como entrenador

#### Campeonatos nacionales
| Título                | Equipo                 | País     | Año     |
| --------------------- | ---------------------- | -------- | ------- |
| Primera División      | Alianza Lima           | Perú     | 2003    |
| Primera División      | Alianza Lima           | Perú     | 2004    |
| División de Honor     | Cerro Porteño          | Paraguay | 2005    |
| Serie A               | Barcelona S. C.        | Ecuador  | 2012    |
| Primera A             | Independiente Santa Fe | Colombia | 2014-II |
| Superliga de Colombia | Independiente Santa Fe | Colombia | 2015    |
| Primera A             | Independiente Santa Fe | Colombia | 2016-II |
| Superliga de Colombia | Independiente Santa Fe | Colombia | 2017    |

#### Campeonatos internacionales
| Título                     | Equipo                 | Sede           | Año  |
| -------------------------- | ---------------------- | -------------- | ---- |
| Copa J.League-Sudamericana | Independiente Santa Fe | Kashima        | 2016 |
| Copa Sudamericana          | Racing Club            | Asunción       | 2024 |
| Recopa Sudamericana        | Racing Club            | Río de Janeiro | 2025 |

### Distinciones individuales
| Distinción                                        | Año  |
| ------------------------------------------------- | ---- |
| Mejor entrenador de Ecuador por radio Huancavilca | 2012 |
| Elegido el mejor entrenador de Ecuador por AER    | 2012 |
| Mejor entrenador de la Copa Sudamericana          | 2024 |
| Ciudadano Ilustre de la Ciudad de Avellaneda      | 2025 |